# Philipp Gut

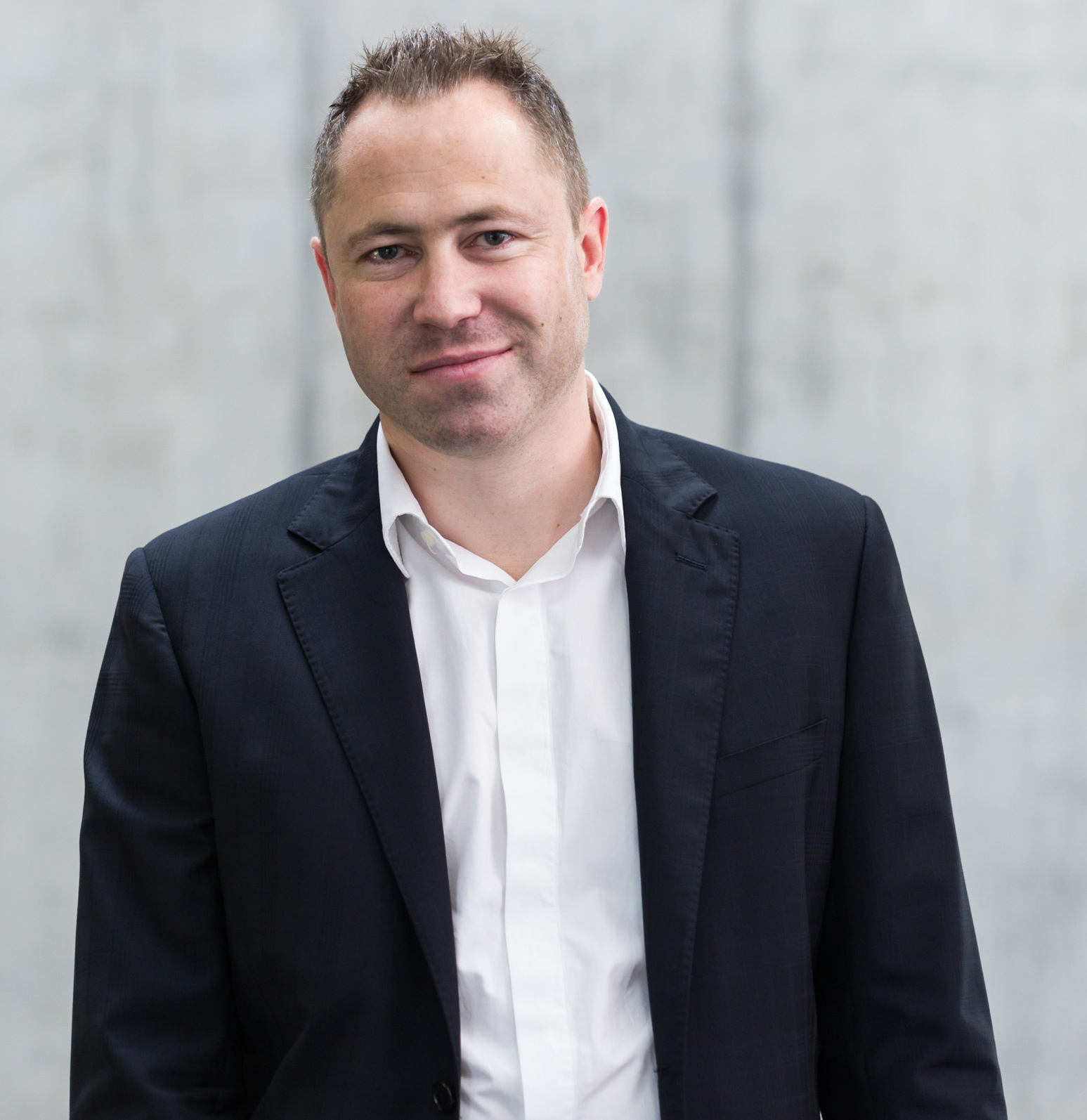
Philipp Gut (2013)

Philipp Gut (* 21. November 1971 in Bangkok) ist ein Schweizer Journalist und Buchautor. Er war bis Dezember 2019 Inlandchef und stellvertretender Chefredaktor der Weltwoche. Er ist Verleger und Redaktor der Umwelt Zeitung, schreibt Artikel für die Weltwoche und betreibt eine Agentur für Kommunikationsberatung.

## Leben

### Ausbildung
Gut studierte in Zürich und Berlin Geschichte, neuere deutsche Literaturwissenschaft und Philosophie und war fünf Jahre Assistent am Historischen Seminar der Universität Zürich. Dort war er auch als Dozent mit Lehraufträgen tätig. 2005 wurde Gut in Zürich bei Peter von Matt und Jörg Fisch mit einer Arbeit unter dem Titel Thomas Manns Idee einer deutschen Kultur promoviert. «Das vorliegende Buch […] ist als die wohl anregendste Studie zum politischen Thomas Mann anzusehen seit Kurt Sontheimers bahnbrechender Arbeit von 1961: Thomas Mann und die Deutschen», urteilte Hans Rudolf Vaget (Smith College). Für seine Dissertation erhielt Gut im Jahr 2007 den wissenschaftlichen Förderpreis der Deutschen Thomas Mann-Gesellschaft.

### Journalismus
Seine journalistische Laufbahn begann Gut beim Zürcher Tages-Anzeiger zunächst als freier Autor, dann als Kulturredaktor. 2006 wechselte er ins Inlandressort der Weltwoche, wo er 2008 die Leitung des Kultur- und Gesellschaftsressorts übernahm. Ab 2009 war Gut Inlandchef und seit 2010 stellvertretender Chefredaktor. Er schrieb über ein breites Themenspektrum. Seine Artikel wurden teil breit diskutiert, zweimal wurde er wegen übler Nachrede gerichtlich verurteilt.
- Im Oktober 2007 publizierte Gut einen Artikel zur sogenannten Roschacher-Affäre im Zusammenhang mit dem Bankier Oskar Holenweger, in dem er der Spitze der Bundesanwaltschaft vorwarf, gegen den damaligen Schweizer Justizminister Christoph Blocher zu intrigieren und die Parlamentarische Geschäftsprüfungskommission «an der Nase herumzuführen».[7] Gut und der Journalist Daniel Ammann wurden deswegen vom Statthalteramt Zürich rechtskräftig verurteilt, weil sie damit gegen Artikel 293 des Strafgesetzbuches (Veröffentlichung amtlicher geheimer Verhandlungen)[8] verstossen hatten.[9]

- Gemeinsam mit einem Koautor verfasste Gut 2012 die Weltwoche-Titelgeschichte „Sie kommen, klauen und gehen“ über Kriminalität von Roma. Coverbild war ein Roma-Kind mit Waffe, der Aufmacher dazu war „Die Roma kommen: Raubzüge in die Schweiz“.[10][11][12] Es gab heftige Kritik an der Tendenz des Textes und vor allem an der zugespitzten Aussage des Titelbilds.[13] In mehreren Radio- und Fernsehsendungen (ZDF, BBC, Schweizer Fernsehen) verteidigte Gut den Bericht, ebenso in einem Folgeartikel in der Weltwoche. Es gehe ihm um „den Umstand, dass Roma-Banden Kinder systematisch für kriminelle Zwecke einsetzen und missbrauchen“.[14]

- Im Februar und März 2013 veröffentlichte Gut in der Weltwoche eine Artikelserie, in der er Tages-Anzeiger-Chefredaktor Res Strehle vorhielt, dieser habe in den 1980er und 1990er Jahren Kontakte in die Szene des militanten Linksextremismus gehabt.[15] Der Schweizer Presserat rügte die Weltwoche wegen der Berichterstattung über Strehle. Das öffentliche Interesse berechtige die Weltwoche nicht, die durch Fakten nicht belegte, Tatsachen entstellende These aufzustellen, Strehle habe als möglicher Mitwisser und ideeller Unterstützer von politischer Gewalt eine «irritierende Nähe zu Bombenlegern und linken Extremisten» gehabt.[16][17]

- Gut warf 2014 dem Historiker Philipp Sarasin vor, dass dieser als Mitglied der Berufungskommission für die Nachfolge eines Professors seine Liebesbeziehung zur Kandidatin Svenja Goltermann verschwiegen habe. Goltermann wurde auf den ersten Listenplatz gesetzt und schliesslich auf die Stelle berufen.[18] Sarasin bestritt eine Befangenheit: das Berufungsverfahren lief von 2009 bis 2010, sein Liebesverhältnis mit Goltermann bestehe erst seit Sommer 2013. Eine Expertenkommission fand keinerlei Hinweise auf die Richtigkeit dieser Vorwürfe. Sarasin und Goltermann reichten eine Strafanzeige gegen Gut wegen Ehrverletzung und eine Zivilklage gegen die Weltwoche und gegen Gut wegen Persönlichkeitsverletzung ein.[19][20][21][22]

Das Bezirksgericht Zürich sah mit Guts Artikeln in dieser Sache den Tatbestand der mehrfachen üblen Nachrede und des unlauteren Wettbewerbs erfüllt und verurteilte ihn zu einer bedingten Geldstrafe von 180 Tagessätzen zu je 130 Franken und zu einer zahlbaren Busse von 5000 Franken. Das Urteil ist rechtskräftig. Im Zivilverfahren wurde Gut wegen wahrheitswidriger Verletzung von Persönlichkeitsrechten zu einer Zahlung von 10'000 Franken verurteilt.
- Im Jahr 2017 wurde Gut wegen übler Nachrede in Zusammenhang mit einer Affäre um die frühere Zuger Kantonsrätin Jolanda Spiess-Hegglin verurteilt.[24]

2019 wurde Gut bei der Weltwoche als stellvertretender Chefredaktor entlassen. Er schreibt auch 2024 als Gastautor in der Weltwoche.

### Politik
Während der COVID-19-Pandemie betätigte sich Gut als Massnahmenkritiker und Impfgegner. 2021 lancierte er zusammen mit Verleger Bruno Hug das Referendum gegen das Mediengesetz, dieses wurde am 13. Februar 2022 mit 54,56 % Nein-Stimmen verworfen. Bei den Schweizer Parlamentswahlen 2023 kandidierte er im Kanton Aargau erfolglos auf der Nationalratsliste der Schweizerischen Volkspartei.

## Publikationen

### Bücher
- Thomas Manns Idee einer deutschen Kultur. Fischer, Frankfurt 2008, ISBN 978-3-10-027821-0.[29]
- als Hrsg.: Hermann Hesse: «Der Klang der Trommeln». Briefwechsel mit Hermann Hubacher. NZZ Libro, Zürich 2011, ISBN 978-3-03823-704-4.
- Champagner mit Churchill: Der Zürcher Farbenfabrikant Willy Sax und der malende Premierminister. Stämpfli, Bern 2015, ISBN 978-3-7272-1455-4.
- Philipp Gut (Hrsg.): Ich war eine Bank. Und Schlimmeres. Offizin, Zürich 2017, ISBN 978-3-906276-61-8.
- Gipfelikönig Fredy Hiestand. Vom Bauernbub zum Grossbäcker und Gesundheitspionier. Stämpli, Bern 2017. ISBN 978-3-7272-7918-8
- Jahrhundertzeuge Ben Ferencz. Chefankläger der Nürnberger Prozesse und leidenschaftlicher Kämpfer für Gerechtigkeit. Piper Verlag, München 2020, ISBN 978-3-492-05985-5.[30][31]

### Aufsätze
- «Ein Geruch von Blut und Schande». Die Kontroverse um Thomas Mann und die «innere Emigration». In: Walter Delabar, Bodo Plachta (Hrsg.): Thomas Mann (1875–1955). Weidler Buchverlag, Berlin 2005, 203–228.
- «One World, das muss nicht boredom heissen». Thomas Manns politisches Denken zwischen «Nationalkultur» und «Weltzivilisation». In: Silvia Marosi u. a. (Hrsg.): Globales Denken: Kulturwissenschaftliche Perspektiven auf Globalisierungsprozesse. Peter Lang, Frankfurt am Main 2006, S. 139–154.
- «Späte Frühe». Das Ägyptenbild in Thomas Manns Josephroman als Spiegel der Zeitgeschichte. In: Thomas Glück, Ludwig Morenz (Hrsg.): Exotisch, weisheitlich und uralt. Europäische Konstruktionen Altägyptens. Lit Verlag, Hamburg 2007, S. 183–197.
- Thomas Mann: Bekenntnisse des Hochstaplers Felix Krull. Der Grossschriftsteller in Little Big City. In: Martin Ebel (Hrsg.): Nackt gebadet, gejauchzt bis zwölf. Weltliteratur in Zürich – 50 Porträts. Nagel & Kimche, München 2007, S. 150–152.
- Thomas Mann als literarischer Chronist seines Zeitalters. In: Tim Lörke, Christian Müller (Hrsg.): Thomas Manns literarische Zeitgenossenschaft. Königshausen & Neumann, Würzburg 2009, S. 59–66.
- Thomas Manns Idee einer deutschen Kultur. In: Willi Jasper (Hrsg.): Wieviel Transnationalismus verträgt die Kultur? Verlag Dr. Köster, Berlin 2009, S. 253–270.
- Das «Binom Weimar-Buchenwald» im Werk Thomas Manns. In: Thomas Sprecher, Ruprecht Wimmer (Hrsg.): Thomas Mann Jahrbuch. Bd. 22, Vittorio Klostermann, Frankfurt 2010, S. 117–127.
- «Aus den Logen und Parterreplätzen des Auslandes». Die Diskussion um Exil und Remigration nach 1945 am Beispiel Thomas Manns. In: Michael Grisko, Henrike Walter (Hrsg.): Verfolgt und umstritten! Remigrierte Künstler im Nachkriegsdeutschland. Peter Lang, Frankfurt am Main 2011, S. 49–62.